# طب داخلی برای پرستار
طب داخلی برای پرستار کتابی از محمد بهشتی است که در سال ۱۳۴۶ منتشر و برندهٔ جایزه کتاب سال سلطنتی شد.